# Platymantis batantae
Platymantis batantae är en groddjursart som beskrevs av Richard G. Zweifel 1969. Platymantis batantae ingår i släktet Platymantis och familjen Ceratobatrachidae. IUCN kategoriserar arten globalt som otillräckligt studerad. Inga underarter finns listade i Catalogue of Life.